# Свод правил
Свод правил — документ, содержащий рекомендованные технические правила или процедуры проектирования, изготовления, монтажа, технического обслуживания или эксплуатации оборудования, конструкций или изделий. Может быть стандартом, частью стандарта или самостоятельным документом.:3.5 В России: документ по стандартизации, содержащий правила и общие принципы в отношении процессов в целях обеспечения соблюдения требований технических регламентов.:Ст. 2 Росстандарт для этих целей вместо сводов правил утверждает национальные стандарты или вводит для применения в России межгосударственные стандарты. Исторически (до введения системы технического регулирования) строительные нормы и правила в России относились к стандартам.

## Россия
Своды правил не относятся к документам национальной системы стандартизации Российской Федерации, но являются документами по стандартизации.:Ст. 16
Своды правил разрабатываются в случае отсутствия национальных стандартов применительно к отдельным требованиям технических регламентов или к объектам технического регулирования в целях обеспечения соблюдения требований технических регламентов.
Своду правил при регистрации присваивается обозначение, состоящее из названий начальных букв слов «свод правил» — «СП», порядкового регистрационного номера, кода разработчика, утвердившего свод правил, и года утверждения свода правил. Код разработчика присваивается в соответствии с Общероссийским классификатором органов государственной власти и управления.

### В области безопасности зданий и сооружений

#### История
Свод правил (по проектированию и строительству) — нормативный документ, рекомендующий технические решения или процедуры инженерных изысканий для строительства, проектирования, строительно-монтажных работ и изготовления строительных изделий, а также эксплуатации строительной продукции и определяющий способы достижения ее соответствия обязательным требованиям строительных норм, правил и стандартов.:Прил. А Своды правил по проектированию и строительству устанавливали рекомендуемые положения в развитие и обеспечение обязательных требований строительных норм, правил и общетехнических стандартов системы нормативных документов в строительстве или по отдельным самостоятельным вопросам, не регламентированным обязательными нормами.:п. 5.4 Документы введены в 1994 году СНиП 10-01-94.

#### Действующие требования
Согласно п. 1 ст. 6 ФЗ от 30.12.2009 г. № 384-ФЗ «Технический регламент о безопасности зданий и сооружений» некоторые своды правил (актуализированные редакции СНиП), признаются обязательными к исполнению.
Конкретные нормативные акты, которые обязательны для исполнения, перечислены в Перечне национальных стандартов и сводов правил (частей таких стандартов и сводов правил), в результате применения которых на обязательной основе обеспечивается соблюдение требований федерального закона «Технический регламент о безопасности зданий и сооружений», утверждённых Постановлением Правительства РФ от 28.05.2021 г. № 815.
Разработан также Перечень документов в области стандартизации, в результате применения которых на добровольной основе обеспечивается соблюдение требований Федерального закона № 384-ФЗ (утверждён Приказом Федерального агентства по техническому регулированию и метрологии от 02.04.2020 г. № 687).

### Изготовление и распространение сводов правил
Приказом Министерства регионального развития Российской Федерации от 14.10.2010 г. № 447 определена организация, осуществляющая изготовление и распространение сводов правил — Федеральное автономное учреждение «Федеральный центр нормирования, стандартизации и технической оценки соответствия в строительстве».